# Парламентские выборы во Франции (1824)
Парламентские выборы во Франции 1824 года проходили 25 февраля и 6 марта. Избирательным правом обладали только налогоплательщики. Это были третьи выборы во время второй Реставрации. Были избраны 430 членов Палаты депутатов. Председателем Палаты остался Август Симон Раве (фр. Auguste Simon Hubert Marie Ravez).

## Процедура голосования
Способ голосования определялся законом от июня 1820 года, известным как «двойной голос», который объединяет голосование по одномандатным избирательным округам в соответствии с разделением 1820 года на три пятых депутатов, избранных 25 февраля, и по многомандатным избирательным спискам в департаментах, избранных 6 марта. Две коллегии избирателей определяются их доходами (имущественный ценз), при этом доступ в коллегию департамента требует более высоких доходов и допускает двойное голосование.

## Результаты
| Партия | Партия         | Лидер                  | Голосов | %      | Места |
| ------ | -------------- | ---------------------- | ------- | ------ | ----- |
|        | Ультрароялисты | Жан-Батист Виллель     | 90 240  | 96,0 % | 413   |
|        | Доктринёры     | Пьер Поль Руайе-Коллар | 3 760   | 4,0 %  | 17    |
| Итог   | Итог           | Итог                   | 94 000  | 100 %  | 430   |